# Diecéze bolzansko-brixenská
Diecéze bolzansko-brixenská (německy Diözese Bozen-Brixen, italsky Diocesi di Bolzano-Bressanone, ladinsky Diozeja de Bulsan-Persenon, latinsky Dioecesis Bauzanensis-Brixinensis), v minulosti diecéze brixenská, je diecéze římskokatolické církve s administrativními centry ve městech Bolzano/Bozen a Bressanone/Brixen na části území dnešní italské Autonomní provincie Bolzano v regionu Tridentsko-Horní Adiže. Spolu s metropolitní tridentskou arcidiecézí tvoří tridentskou církevní provincii.

## Historie

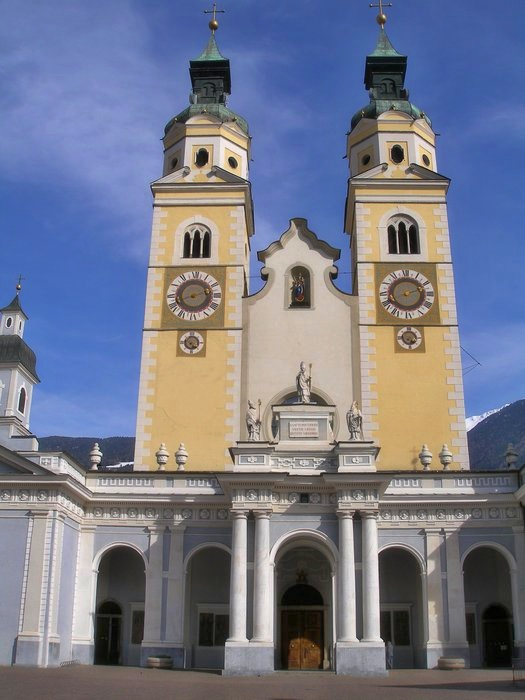
Katedrála Nanebevzetí Panny Marie v Brixenu

Diecéze vznikla ze samostatného Brixenského knížecího biskupství (německy Hochstift Brixen, italsky Principato Vescovile di Bressanone), politického útvaru, který existoval jako relativně samostatný stát v rámci Svaté říše římské v letech 1027–1803.